# Quelea
Quelea là một chi chim trong họ Ploceidae.

## Tác động đến nông nghiệp
Q. quelea là loài gây hại chính cho cây ngũ cốc hạt nhỏ ở phần lớn châu Phi cận Sahara; các hạt ngô quá lớn đối với nó. Q. erythrops có thể gây thiệt hại đáng kể cho lúa. Q. cardinalis không được biết là tấn công mùa màng.

## Các loài

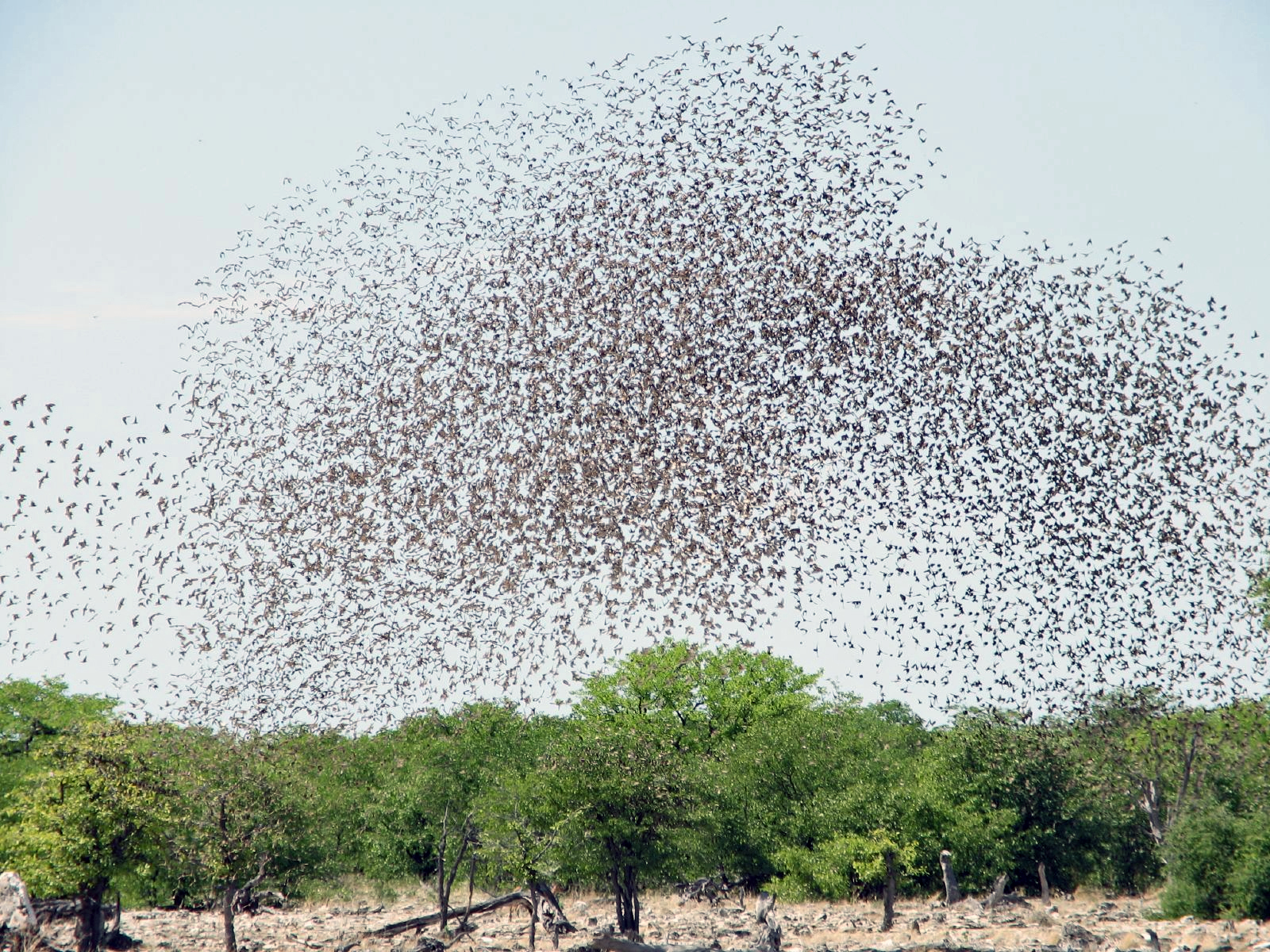
Quelea quelea.

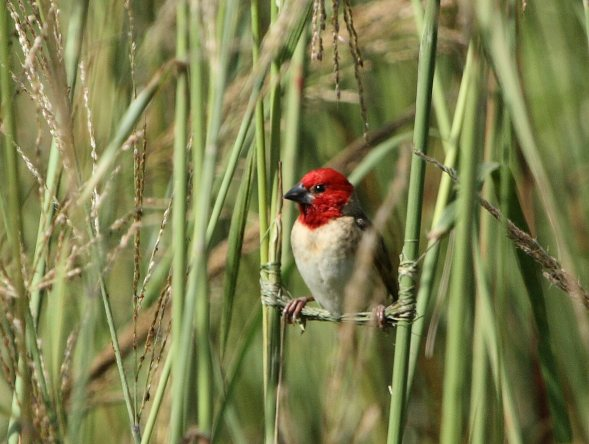
Quelea erythrops

Chi này có các loài sau:
- Quelea cardinalis (Hartlaub, 1880)
- Quelea erythrops (Hartlaub, 1848)
- Quelea quelea (Linnaeus, 1758)